# 2013 JW63
2013 JW63 ist ein großes transneptunisches Objekt im Kuipergürtel, dessen Orbitklassifikation unklar ist. Aufgrund seiner Größe gehört der Asteroid möglicherweise zu den Zwergplanetenkandidaten.

## Entdeckung
2013 JW63 wurde am 8. Mai 2013 von Scott Sheppard und Chad Trujillo mit dem 4,0–m–Víctor M. Blanco–Teleskop (DECam) am Cerro Tololo-Observatorium (Chile) entdeckt. Die Entdeckung wurde am 8. Mai 2014 bekanntgegeben.
Der Beobachtungsbogen des Planetoiden beginnt mit der offiziellen Entdeckungsbeobachtung am 8. Mai 2013. Im April 2017 lagen insgesamt 8 Beobachtungen über einen Zeitraum von einem knappen Jahr vor. Die bisher letzte Beobachtung wurde im Mai 2014 am Las-Campanas-Observatorium (Chile) durchgeführt. (Stand 14. März 2019)

## Eigenschaften

### Umlaufbahn
2013 JW63 umkreist die Sonne in 316,24 Jahren auf einer leicht elliptischen Umlaufbahn zwischen 38,17 AE und 54,66 AE Abstand zu deren Zentrum. Die Bahnexzentrizität beträgt 0,178, die Bahn ist 7,75° gegenüber der Ekliptik geneigt. Derzeit ist der Planetoid 43,80 AE von der Sonne entfernt. Das Perihel durchläuft er das nächste Mal 2073, der letzte Periheldurchlauf dürfte also im Jahre 1757 erfolgt sein.
Weder von Marc Buie (DES) noch vom Minor Planet Center existiert eine spezifische Einstufung; letzteres führt ihn nur als Nicht–SDO und allgemein als «Distant Object». Das Johnston’s Archive führt es als «other TNO»' auf, was bedeutet, dass es mit Sicherheit kein Cubewano oder Resonantes KBO ist.

### Größe
Derzeit wird von einem Durchmesser von 373 km ausgegangen, basierend auf einem Rückstrahlvermögen von 8 % und einer absoluten Helligkeit von 5,6 m. Ausgehend von diesem Durchmesser ergibt sich eine Gesamtoberfläche von etwa 437.000 km². Die scheinbare Helligkeit von 2013 JW63 beträgt 21,82 m.
Da es denkbar ist, dass sich 2013 JW63 aufgrund seiner Größe im hydrostatischen Gleichgewicht befindet und somit weitgehend rund sein könnte, erfüllt er möglicherweise die Kriterien für eine Einstufung als Zwergplanet. Mike Brown geht davon aus, dass es sich bei 2013 JW63 um vielleicht einen Zwergplaneten handelt.
| Jahr                                         | Abmessungen km | Quelle   |
| -------------------------------------------- | -------------- | -------- |
| 2018                                         | 404,0          | Johnston |
| 2018                                         | 373,0          | Brown    |
| Die präziseste Bestimmung ist fett markiert. |                |          |